# Mistrovství světa juniorů v orientačním běhu 2024
34. Mistrovství světa juniorů v orientačním běhu se uskuteční v Česku ve dnech 30. června až 7. července 2024 s centrem ve městě Plzeň.
Juniorské MS se vrátí do Česka po 11 letech, pořadatelem je Český svaz orientačních sportů a KOS Slavia Plzeň.  Půjde o třetí šampionát pořádaný v ČR – první proběhl v roce 2000 v Novém Městě na Moravě, druhý potom v roce 2013 v Hradci Králové.

## Program závodů
Program Mistrovství světa byl zveřejněn v souladu s Pravidly IOF v Bulletinu číslo 1:
| Plzeň Centrum Mistrovství světa juniorů 2024 – PLZEŇ, ČESKO | Den         | Závod                          | Centrum závodu |
| ----------------------------------------------------------- | ----------- | ------------------------------ | -------------- |
| Plzeň Centrum Mistrovství světa juniorů 2024 – PLZEŇ, ČESKO | 30. červen  | Model event                    |                |
| Plzeň Centrum Mistrovství světa juniorů 2024 – PLZEŇ, ČESKO | 1. červenec | Sprint Relay, Opening Ceremony | Lochotín       |
| Plzeň Centrum Mistrovství světa juniorů 2024 – PLZEŇ, ČESKO | 2. červenec | Sprint distance                | Stříbro        |
| Plzeň Centrum Mistrovství světa juniorů 2024 – PLZEŇ, ČESKO | 3. červenec | Long Distance                  | Hůrky          |
| Plzeň Centrum Mistrovství světa juniorů 2024 – PLZEŇ, ČESKO | 4. červenec | Rest day, Model event          |                |
| Plzeň Centrum Mistrovství světa juniorů 2024 – PLZEŇ, ČESKO | 5. červenec | Middle Distance                | Dobříč         |
| Plzeň Centrum Mistrovství světa juniorů 2024 – PLZEŇ, ČESKO | 6. červenec | Forest Relay Closing ceremony  |                |

## Účastníci
Mistrovství se zúčastnili sportovci ze 38 členských výprav Mezinárodní federace orientačního běhu, kteří se utkali o 9 medailových sad a celkem 48 medailí.
Z celkového počtu 332 závodníků bylo 174 mužů a 158 žen.
- Austrálie (6+6)
- Belgie (6+2)
- Bulharsko (5+5)
- Čína (5+4)
- Česko (6+6)
- Dánsko (6+6)
- Estonsko (5+5)
- Finsko (6+6)
- Francie (6+6)
- Hongkong (6+6)
- Chorvatsko (2+2)
- Irsko (3+2)
- Izrael (1+0)
- Itálie (6+3)
- Japonsko (6+6)
- Jižní Afrika (1+0)
- Kanada (2+3)
- Litva (3+0)
- Lotyšsko (4+6)
- Maďarsko (4+5)
- Německo (5+6)
- Nový Zéland (6+6)
- Nizozemsko (2+0)
- Norsko (6+6)
- Polsko (6+6)
- Portugalsko (3+3)
- Rakousko (6+5)
- Rumunsko (5+4)
- Slovensko (4+2)
- Slovinsko (2+2)
- Španělsko (4+4)
- Srbsko (2+2)
- Švédsko (6+6)
- Švýcarsko (6+6)
- Turecko (4+4)
- Ukrajina (6+5)
- Spojené království (6+6)
- Spojené státy americké (6+6)

## Závod sprintových štafet (Sprint relay)
| - Parametry trati žen: 3,1 km, 22 kontrol, 74 m převýšení - Parametry trati mužů: 3,5 km, 25 kontrol, 74 m převýšení - Mapa: Vinice 1:4 000, E = 2 m - Stavitel tratí: Radim Hošek - 75 štafet |                                                                                         |       |        |
| Umístění | Jména                                                                                   | Čas   | Ztráta |
| Zlatá medaile | Norsko Ingeborg Roll Mosland Philip Lehmann Romoren Alfred Bjoerneroed Mathea Gloeersen | 54:08 |        |
| Stříbrná medaile | Švýcarsko Rachel Marxer Elia Gartmann Loic Berger Seline Sannwald                       | 54:33 | +0:25  |
| Bronzová medaile | Švédsko Klara Borg Linus Wernstrom Ludwig Rosen Alma Svennerud                          | 54:47 | +0:39  |
| 4 | Maďarsko Janka Mikes Tamas Balatoni Marton Csoboth Rita Maramarosi                      | 54:55 | +0:47  |
| 5 | Česko Ema Černá Daniel Bolehovský Tomáš Urbánek Lucie Dittrichová                       | 55:16 | +1:08  |
| 6 | Francie Lucie Gaudion Mathias Lataste Guilhem Verove Annabelle Delenne                  | 55:18 | +1:10  |
| Kompletní výsledky na IOF Eventor |                                                                                         |       |        |

## Závod ve sprintu (Sprint)

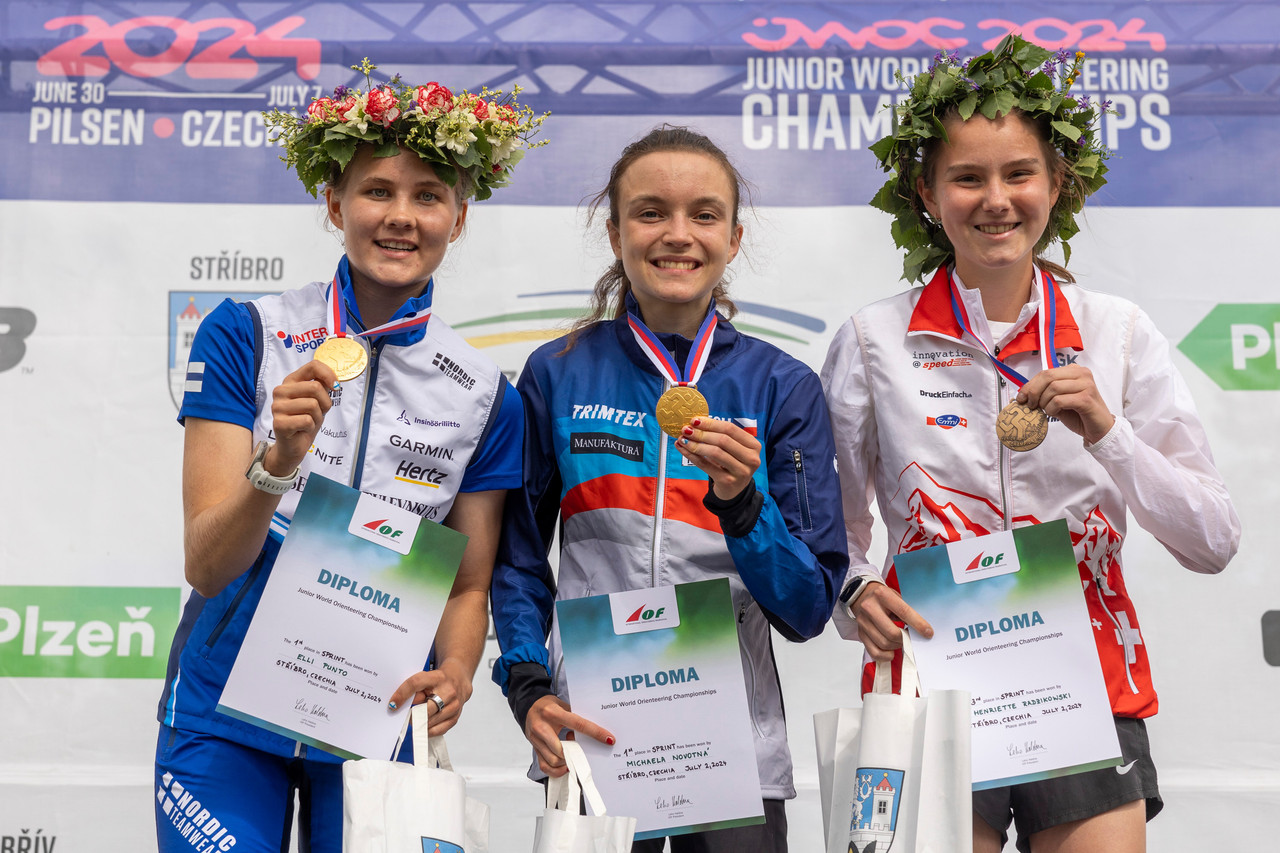
Vyhlášení ženy
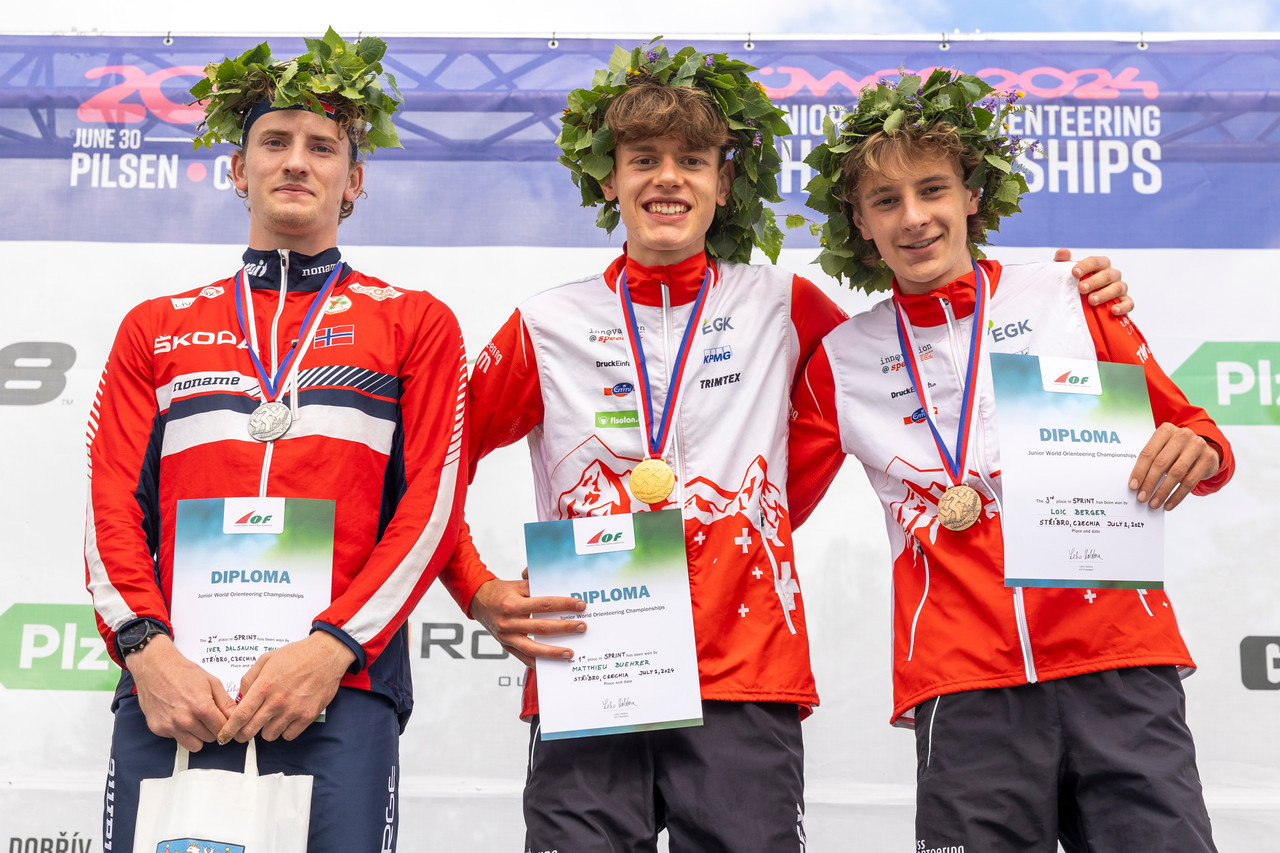
Vyhlášení muži
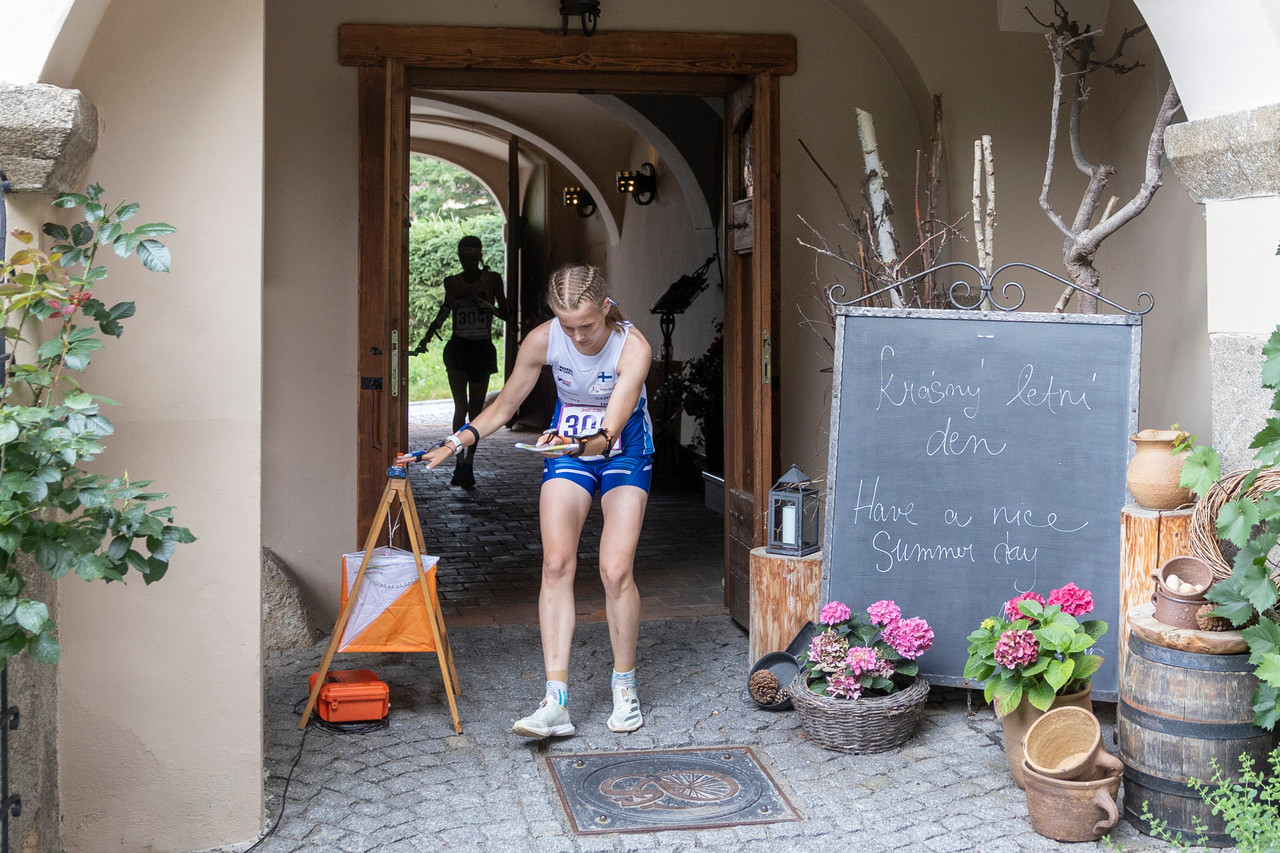
Elli Punto na trati
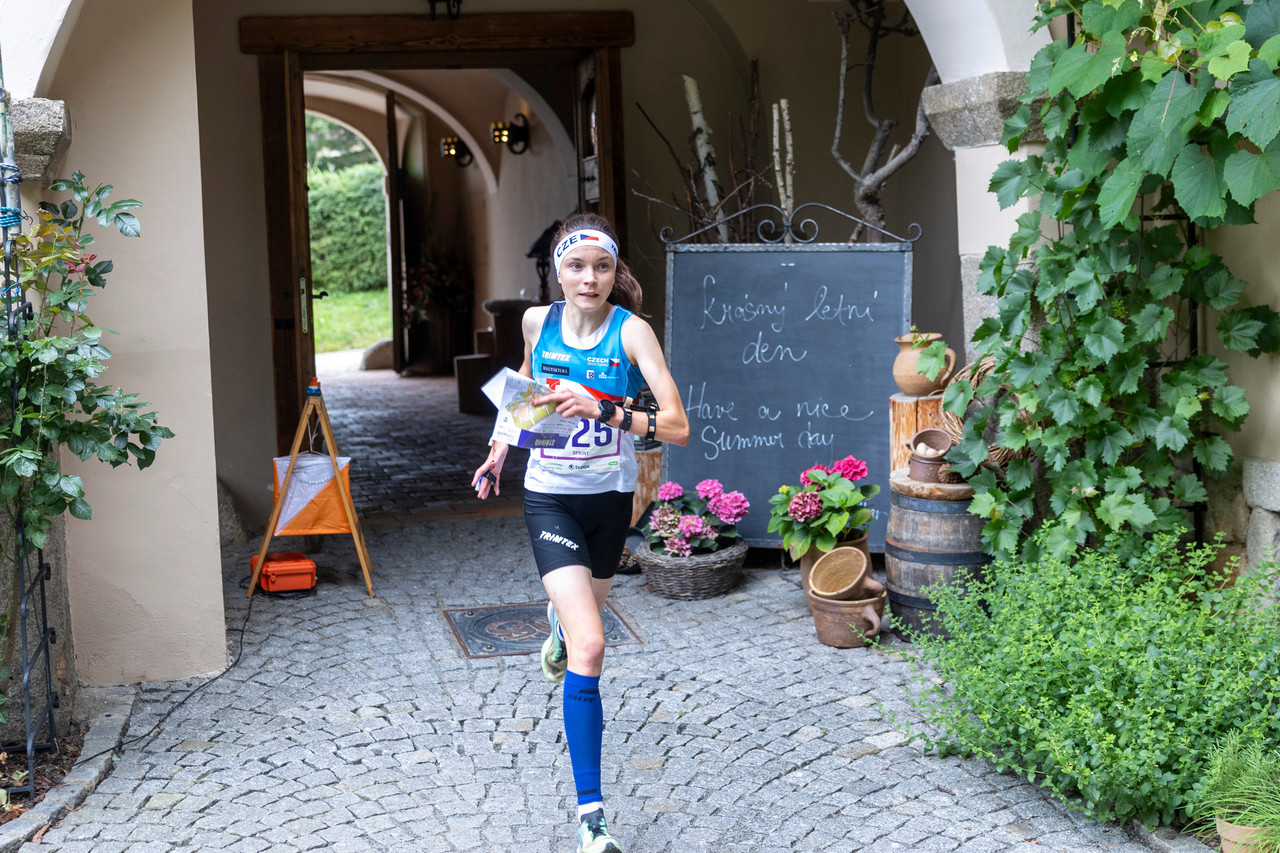
Michaela Novotná na trati
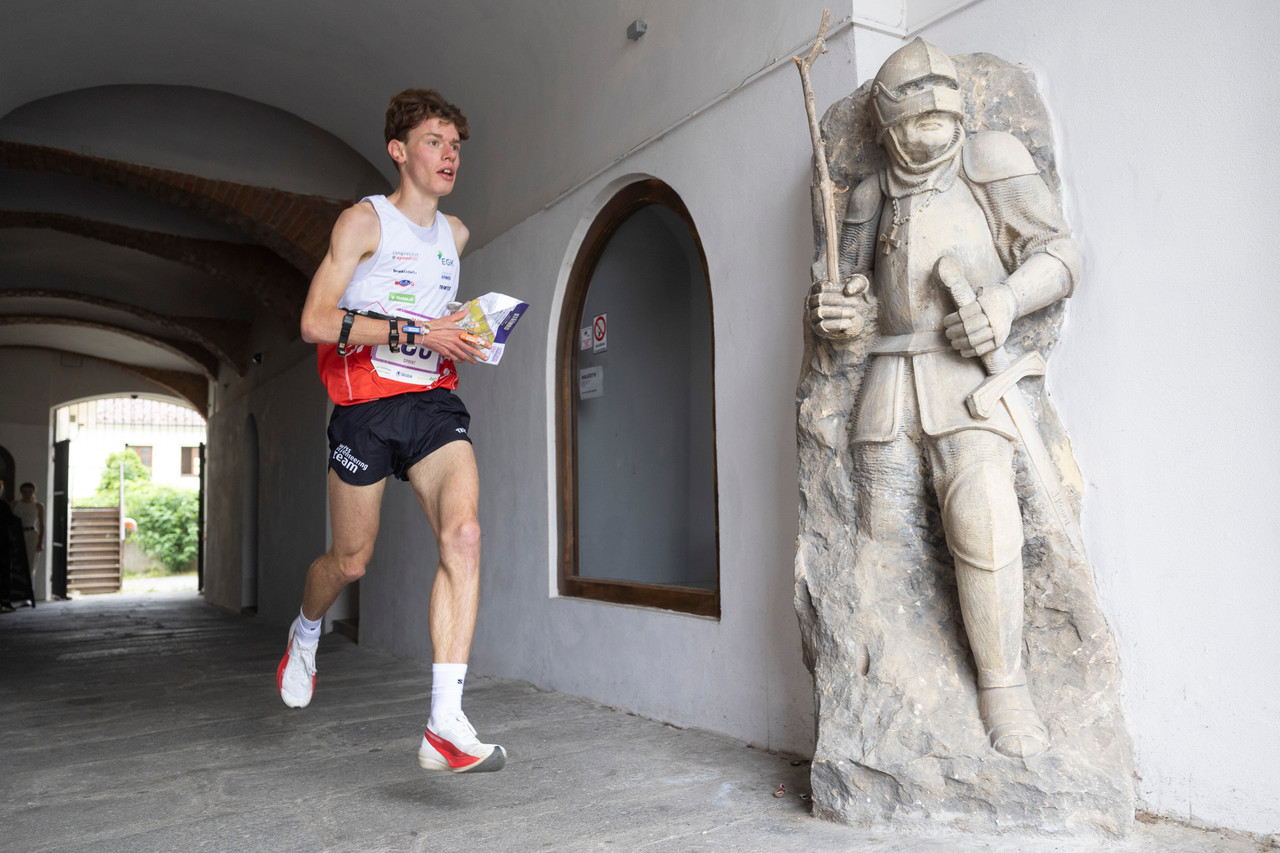
Matthieu Buehrer na trati
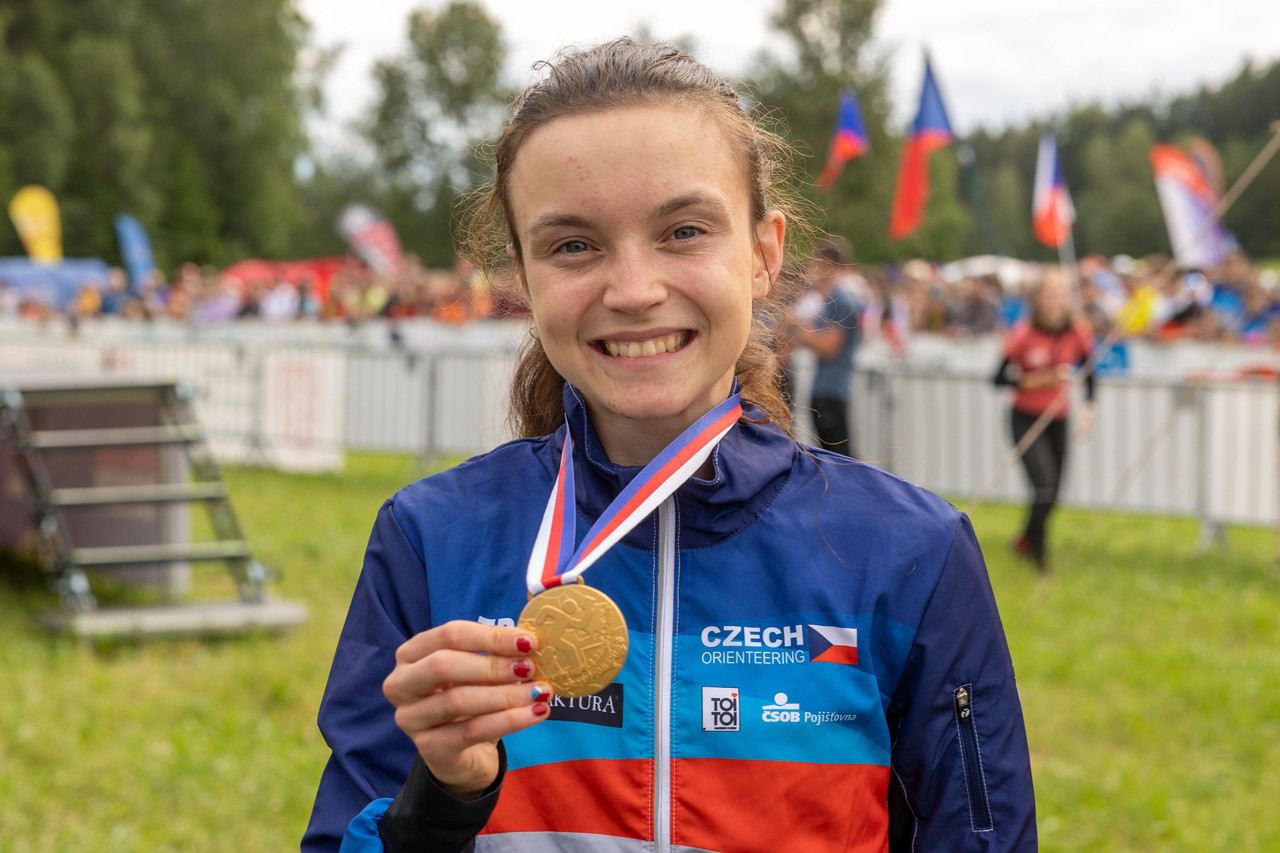
Michaela Novotná

| Zkrácené výsledky | Zkrácené výsledky | Zkrácené výsledky | Zkrácené výsledky | Zkrácené výsledky | Zkrácené výsledky | Zkrácené výsledky | Zkrácené výsledky |
| Muži | Muži | Muži | Muži | Ženy | Ženy | Ženy | Ženy |
| --- | --- | --- | --- | --- | --- | --- | --- |
| - Parametry trati: 3,5 km, 17 kontrol, 80 m převýšení - Mapa: Stříbro 1:4 000 E = 2 m - Stavitel tratí: Ondřej Hasman - 168 závodníků | - Parametry trati: 3,5 km, 17 kontrol, 80 m převýšení - Mapa: Stříbro 1:4 000 E = 2 m - Stavitel tratí: Ondřej Hasman - 168 závodníků | - Parametry trati: 3,5 km, 17 kontrol, 80 m převýšení - Mapa: Stříbro 1:4 000 E = 2 m - Stavitel tratí: Ondřej Hasman - 168 závodníků | - Parametry trati: 3,5 km, 17 kontrol, 80 m převýšení - Mapa: Stříbro 1:4 000 E = 2 m - Stavitel tratí: Ondřej Hasman - 168 závodníků | - Parametry trati: 3,2 km, 17 kontrol, 70 m převýšení - Mapa: Stříbro 1:4 000 E = 2 m - Stavitel tratí: Ondřej Hasman - 153 závodnic | - Parametry trati: 3,2 km, 17 kontrol, 70 m převýšení - Mapa: Stříbro 1:4 000 E = 2 m - Stavitel tratí: Ondřej Hasman - 153 závodnic | - Parametry trati: 3,2 km, 17 kontrol, 70 m převýšení - Mapa: Stříbro 1:4 000 E = 2 m - Stavitel tratí: Ondřej Hasman - 153 závodnic | - Parametry trati: 3,2 km, 17 kontrol, 70 m převýšení - Mapa: Stříbro 1:4 000 E = 2 m - Stavitel tratí: Ondřej Hasman - 153 závodnic |
| Umístění | Jméno | Čas | Ztráta | Umístění | Jméno | Čas | Ztráta |
| Zlatá medaile | Matthieu Buehrer | 13:17 | | Zlatá medaile | Michaela Novotná Elli Punto | 14:04 | |
| Stříbrná medaile | Iver Dalsaune Thun | 13:19 | +0:02 | Zlatá medaile | Michaela Novotná Elli Punto | 14:04 | |
| Bronzová medaile | Loic Berger | 13:21 | +0:04 | Bronzová medaile | Henriette Radzikowski | 14:08 | +0:04 |
| 4 | Filip Jančík | 13:22 | +0:05 | 4 | Seline Sannwald | 14:10 | +0:06 |
| 5 | Marton Csoboth | 13:28 | +0:11 | 5 | Annabelle Delenne | 14:13 | +0:09 |
| 6 | Guilhem Verove | 13:38 | +0:21 | 6 | Rita Maramarosi | 14:16 | +0:12 |
| Kompletní výsledky na IOF Eventor | | | | | | | |

## Závod na klasické trati (Long)
| Zkrácené výsledky | Zkrácené výsledky | Zkrácené výsledky | Zkrácené výsledky | Zkrácené výsledky | Zkrácené výsledky | Zkrácené výsledky | Zkrácené výsledky |
| Muži | Muži | Muži | Muži | Ženy | Ženy | Ženy | Ženy |
| --- | --- | --- | --- | --- | --- | --- | --- |
| - Parametry trati: 11,5 km, 19 kontrol, 560 m převýšení - Mapa: Bábovka 1:15 000 E = 5 m - Stavitel tratí: Tomáš Prokeš - 166 závodníků | - Parametry trati: 11,5 km, 19 kontrol, 560 m převýšení - Mapa: Bábovka 1:15 000 E = 5 m - Stavitel tratí: Tomáš Prokeš - 166 závodníků | - Parametry trati: 11,5 km, 19 kontrol, 560 m převýšení - Mapa: Bábovka 1:15 000 E = 5 m - Stavitel tratí: Tomáš Prokeš - 166 závodníků | - Parametry trati: 11,5 km, 19 kontrol, 560 m převýšení - Mapa: Bábovka 1:15 000 E = 5 m - Stavitel tratí: Tomáš Prokeš - 166 závodníků | - Parametry trati: 9,6 km, 16 kontrol, 480 m převýšení - Mapa: Bábovka 1:15 000 E = 5 m - Stavitel tratí: Tomáš Prokeš - 142 závodnic | - Parametry trati: 9,6 km, 16 kontrol, 480 m převýšení - Mapa: Bábovka 1:15 000 E = 5 m - Stavitel tratí: Tomáš Prokeš - 142 závodnic | - Parametry trati: 9,6 km, 16 kontrol, 480 m převýšení - Mapa: Bábovka 1:15 000 E = 5 m - Stavitel tratí: Tomáš Prokeš - 142 závodnic | - Parametry trati: 9,6 km, 16 kontrol, 480 m převýšení - Mapa: Bábovka 1:15 000 E = 5 m - Stavitel tratí: Tomáš Prokeš - 142 závodnic |
| Umístění | Jméno | Čas | Ztráta | Umístění | Jméno | Čas | Ztráta |
| Zlatá medaile | Matthieu Buehrer | 1:15:06 | | Zlatá medaile | Lucie Dittrichová | 1:14:48 | |
| Stříbrná medaile | Zefa Faavae | 1:16:00 | +0:54 | Stříbrná medaile | Michaela Novotná | 1:17:02 | +2:14 |
| Bronzová medaile | Daniel Bolehovský | 1:16:07 | +1:01 | Bronzová medaile | Viktorie Škáchová | 1:20:47 | +5:59 |
| 4 | Loic Berger | 1:16:25 | +1:19 | 4 | Virna Pellikka | 1:22:15 | +7:27 |
| 5 | Jan Strýček | 1:16:58 | +1:52 | 5 | Seline Sannwald | 1:22:31 | +7:43 |
| 6 | Marton Csoboth | 1:18:18 | +3:12 | 6 | Mathea Gloeersen | 1:23:11 | +8:23 |
| Kompletní výsledky na IOF Eventor | | | | | | | |

## Závod na krátké trati (Middle)
| Zkrácené výsledky | Zkrácené výsledky | Zkrácené výsledky | Zkrácené výsledky | Zkrácené výsledky | Zkrácené výsledky | Zkrácené výsledky | Zkrácené výsledky |
| Muži | Muži | Muži | Muži | Ženy | Ženy | Ženy | Ženy |
| --- | --- | --- | --- | --- | --- | --- | --- |
| - Parametry trati: 4,8 km, 19 kontrol, 175 m převýšení - Mapa: Třebekov 1:10 000 E = 5 m - Stavitel tratí: Luboš Semík - 172 závodníků | - Parametry trati: 4,8 km, 19 kontrol, 175 m převýšení - Mapa: Třebekov 1:10 000 E = 5 m - Stavitel tratí: Luboš Semík - 172 závodníků | - Parametry trati: 4,8 km, 19 kontrol, 175 m převýšení - Mapa: Třebekov 1:10 000 E = 5 m - Stavitel tratí: Luboš Semík - 172 závodníků | - Parametry trati: 4,8 km, 19 kontrol, 175 m převýšení - Mapa: Třebekov 1:10 000 E = 5 m - Stavitel tratí: Luboš Semík - 172 závodníků | - Parametry trati: 3,8 km, 14 kontrol, 145 m převýšení - Mapa: Třebekov 1:10 000 E = 5 m - Stavitel tratí: Luboš Semík - 155 závodnic | - Parametry trati: 3,8 km, 14 kontrol, 145 m převýšení - Mapa: Třebekov 1:10 000 E = 5 m - Stavitel tratí: Luboš Semík - 155 závodnic | - Parametry trati: 3,8 km, 14 kontrol, 145 m převýšení - Mapa: Třebekov 1:10 000 E = 5 m - Stavitel tratí: Luboš Semík - 155 závodnic | - Parametry trati: 3,8 km, 14 kontrol, 145 m převýšení - Mapa: Třebekov 1:10 000 E = 5 m - Stavitel tratí: Luboš Semík - 155 závodnic |
| Umístění | Jméno | Čas | Ztráta | Umístění | Jméno | Čas | Ztráta |
| Zlatá medaile | Jan Strýček | 25:42 | | Zlatá medaile | Lucie Dittrichová | 24:12 | |
| Stříbrná medaile | Matthieu Buehrer | 26:14 | +0:32 | Stříbrná medaile | Viktorie Škáchová | 25:322 | +1:20 |
| Bronzová medaile | Alfred Bjoerneroed | 26:39 | +0:57 | Bronzová medaile | Alma Svennerud | 25:36 | +1:24 |
| 4 | Svante Selin | 26:40 | +0:58 | 4 | Janka Mikes | 26:10 | +1:58 |
| 5 | Florian Fritzen | 26:50 | +1:08 | 5 | Kati Hotz | 26:17 | +2:05 |
| 6 | Zefa Faavae | 26:56 | +1:14 | 6 | Rita Maramarosi | 26:22 | +2:10 |
| Kompletní výsledky na IOF Eventor | | | | | | | |

## Závod štafet (Relay)
| Zkrácené výsledky                                                                                        | Zkrácené výsledky                                                                                        | Zkrácené výsledky                                                                                        | Zkrácené výsledky                                                                                        | Zkrácené výsledky                                                                                        | Zkrácené výsledky                                                                                        | Zkrácené výsledky                                                                                        | Zkrácené výsledky                                                                                        |
| Muži | Muži | Muži | Muži | Ženy | Ženy | Ženy | Ženy |
| --- | --- | --- | --- | --- | --- | --- | --- |
| - Trať: 3 x 6,5 km, 19 kontrol - Mapa: Hýra 1:10 000, E = 5 m - Stavitel tratí: Lukáš Richtr - 57 štafet | - Trať: 3 x 6,5 km, 19 kontrol - Mapa: Hýra 1:10 000, E = 5 m - Stavitel tratí: Lukáš Richtr - 57 štafet | - Trať: 3 x 6,5 km, 19 kontrol - Mapa: Hýra 1:10 000, E = 5 m - Stavitel tratí: Lukáš Richtr - 57 štafet | - Trať: 3 x 6,5 km, 19 kontrol - Mapa: Hýra 1:10 000, E = 5 m - Stavitel tratí: Lukáš Richtr - 57 štafet | - Trať: 3 x 5,6 km, 13 kontrol - Mapa: Hýra 1:10 000, E = 5 m - Stavitel tratí: Lukáš Richtr - 48 štafet | - Trať: 3 x 5,6 km, 13 kontrol - Mapa: Hýra 1:10 000, E = 5 m - Stavitel tratí: Lukáš Richtr - 48 štafet | - Trať: 3 x 5,6 km, 13 kontrol - Mapa: Hýra 1:10 000, E = 5 m - Stavitel tratí: Lukáš Richtr - 48 štafet | - Trať: 3 x 5,6 km, 13 kontrol - Mapa: Hýra 1:10 000, E = 5 m - Stavitel tratí: Lukáš Richtr - 48 štafet |
| Umístění                                                                                                 | Jméno | Čas | Ztráta                                                                                                   | Umístění                                                                                                 | Jméno | Čas | Ztráta                                                                                                   |
| Zlatá medaile                                                                                            | Švýcarsko David Baumberger Loic Berger Matthieu Buehrer                                                  | 1:42:06                                                                                                  | | Zlatá medaile                                                                                            | Finsko Elli Punto Virna Pellikka Eeva Liina Ojanaho                                                      | 1:40:54                                                                                                  | |
| Stříbrná medaile                                                                                         | Švédsko Edvin Nilsson Axel Bratt Svante Selin                                                            | 1:42:32                                                                                                  | +0:26 | Stříbrná medaile                                                                                         | Norsko Ingeborg Roll Mosland Elisa Gotsch Iversen Mathea Gloeersen                                       | 1:42:53                                                                                                  | +1:59 |
| Bronzová medaile                                                                                         | Francie Mathias Lataste Baptiste Delorme Bastien Thenoz                                                  | 1:44:24                                                                                                  | +2:18 | Bronzová medaile                                                                                         | Česko Michaela Novotná Viktorie Škáchová Lucie Dittrichová                                               | 1:43:08                                                                                                  | +2:14 |
| 4 | Finsko Florian Fritzen Rauli Aho Aapo Virkajarvi                                                         | 1:47:27                                                                                                  | +5:21 | 4 | Švýcarsko Henriette Radzikowski Seline Sannwald Kati Hotz                                                | 1:44:46                                                                                                  | +3:52 |
| 5 | Slovensko Tomáš Kasza Filip Bukovác Filip Jančík                                                         | 1:48:08                                                                                                  | +6:02 | 5 | Švédsko Klara Borg Emma Emilsson Alma Svennerud                                                          | 1:48:21                                                                                                  | +7:27 |
| 6 | Lotyšsko Tautvydas Rimkus Kasparas Murenas Tadas Dementavicius                                           | 1:49:13                                                                                                  | +7:07 | 6 | Maďarsko Aniko Koren Janka Mikes Rita Maramarosi                                                         | 1:48:50                                                                                                  | +7:56 |
| Kompletní výsledky na IOF Eventor                                                                        | | | | | | | |